# Jablonovská priepasť
Jablonovská priepasť (pol. Jabłonowska Przepaść) – jaskinia krasowa w Krasie Słowacko-Węgierskim na Słowacji. Jest typową jaskinią o rozwinięciu pionowym. Ma głębokość 42 m.

## Położenie
Leży w zachodniej części Płaskowyżu Górnego Wierchu (słow. Horný vrch), na rzadko zalesionym bocznym grzbiecie, ok. 500 m na północny wschód od wzniesienia Hradište (599 m n.p.m.). Ogrodzony wylot jaskini znajduje się w pobliżu lokalnej drogi leśnej biegnącej ze wsi Jablonov nad Turňou.

## Geneza i morfologia
Jest jaskinią typu zapadliskowego. Prawie okrągły otwór o średnicy ok. 10 m, położony na wysokości 625 m n.p.m., opada stromymi ścianami wysokości ok. 30 m ku dolnej studni, która po kolejnych 12 m kończy się zawaliskiem. Przeprowadzone w 1984 r. barwienie wody wykazało, że przepaść ma połączenie z Jaskinią Hruszowską i położonym nieco niżej wywierzyskiem Eveteš.

## Literatura
- Ďurček Jozef a kolektív: Slovenský kras. Turistický sprievodca ČSSR, č. 41, wyd. Šport, slovenské telovýchovné vydavateľstvo, Bratislava 1989, ISBN 80-7096-020-5;
- Slovenský Kras. Domica. Turistická mapa 1:50 000, wydanie 3, VKÚ Harmanec 2007, ISBN 80-8042-413-6.